# Liga Panameña de Fútbol

Altes Logo zu Zeiten der Asociación Nacional Pro Fútbol

Die Liga Panameña de Fútbol ist die höchste Fußballliga in Panama. Sie wurde 1988 gegründet. Die erste Saison begann am 26. Februar 1988 mit sechs Mannschaften. Mittlerweile spielen 2021 zwölf Vereine in der Liga.
Bis 2009 war die Liga auch unter dem Namen Asociación Nacional Pro Fútbol bzw. der Kurzform ANAPROF bekannt.
Rekordsieger ist der Tauro FC mit 16 Titeln.

## Modus
Die Saison gliedert sich in zwei einzelne Spielzeiten, Apertura und Clausura. Pro Spielzeit spielt jede Mannschaft zweimal gegeneinander. Insgesamt bestreitet jedes Team also 18 Spiele. Die vier besten Vereine treffen anschließend im Halbfinale und Finale aufeinander, um den Meister der aktuellen Spielzeit auszuspielen.
Die Mannschaft, die am wenigsten Punkte in der Apertura und Clausura erzielt hat, steigt in die Liga Nacional de Ascenso, die zweite Liga des Landes, ab. Die Gewinner der beiden Spielzeiten spielten bis zu deren Auflösung 2007 in der Copa Interclubes UNCAF mit. Seitdem nehmen diese beiden Mannschaften an der CONCACAF Champions League teil.

## Vereine in der Saison 2022
| Mannschaft             | Ort                  |
| ---------------------- | -------------------- |
| Alianza FC             | Panama-Stadt         |
| CD Árabe Unido         | Colón                |
| Atlético Chiriquí      | Bajo Boquete         |
| CD del Este FC         | Panama-Stadt         |
| CD Universitario       | El Chorrillo         |
| CD Plaza Amador        | Panama-Stadt         |
| San Francisco FC       | La Chorrera          |
| CAI Chorrera FC        | La Chorrera          |
| Sporting San Miguelito | San Miguelito        |
| Tauro FC               | Panama-Stadt         |
| Herrera FC             | Chitré               |
| Veraguas United        | Santiago de Veraguas |

## Bisherige Titelträger
- 1988 – Plaza Amador
- 1989 – Tauro FC
- 1990 – Plaza Amador
- 1991 – Tauro FC
- 1992 – Plaza Amador
- 1993 – Eurokickers FC
- 1994/95 – San Francisco FC
- 1995/96 – San Francisco FC
- 1996/97 – Tauro FC
- 1997/98 – Tauro FC
- 1998/99 – CD Árabe Unido
- 1999/00 – Tauro FC
- 2000/01 – Panama Viejo FC
- 2001 – CD Árabe Unido
- 2002 – Plaza Amador
- 2003 – Tauro FC
- 2004 – CD Árabe Unido
- 2005 – Plaza Amador
- 2006 – San Francisco FC
- 2007 (A) – Tauro FC
- 2007 (C) – San Francisco FC
- 2008 (A) – San Francisco FC
- 2008 (C) – CD Árabe Unido
- 2009 (A) I – San Francisco FC
- 2009 (A) II – CD Árabe Unido
- 2010 (C) – CD Árabe Unido
- 2010 (A) – Tauro FC
- 2011 (C) – San Francisco FC
- 2011 (A) – Chorrillo
- 2012 (C) – Tauro FC
- 2012 (A) – CD Árabe Unido
- 2013 (C) – Sporting San Miguelito
- 2013 (A) – Tauro FC
- 2014 (C) – Chorrillo
- 2014 (A) – San Francisco FC
- 2015 (C) – CD Árabe Unido
- 2015 (A) – CD Árabe Unido
- 2016 (C) – CD Plaza Amador
- 2016 (A) – CD Árabe Unido
- 2017 (C) – Tauro FC
- 2017 (A) – Chorrillo FC
- 2018 (C) – CAI Chorrera FC
- 2018 (A) – Tauro FC
- 2019 (C) – CAI Chorrera FC
- 2019 (A) – Tauro FC
- 2020 (A) – abgebrochen....
- 2020 (C) – CAI Chorrera FC
- 2021 (A) – CD Plaza Amador
- 2021 (C) – Tauro FC
- 2022 (A) –
- 2022 (A) –